# 1 contre 100
Pour le jeu vidéo, voir 1 contre 100 (jeu vidéo, 2009).
1 contre 100 est un jeu télévisé français d'origine néerlandaise diffusé sur TF1 du 8 janvier 2007 au 25 avril 2008 et présenté par Benjamin Castaldi. Une reprise de ce jeu, nommé Au pied du mur ! est diffusée du 9 juillet 2012 au 19 septembre 2014 et présentée par Jean-Luc Reichmann.

## Diffusion
Le jeu a été diffusé au cours de trois saisons :
- Du lundi au vendredi à 18h10 du 8 janvier au 16 mai 2007 pour une session initiale de 93 émissions.
- Du lundi au vendredi à 18h10 du 3 septembre au 23 octobre 2007 pour une session de 37 émissions.
- Du lundi au vendredi à 18h10 du 18 février au 25 avril 2008 pour une session de 50 émissions.

Le mardi 11 septembre 2007, le jeu a fêté sa 100e émission.
L'émission est déprogrammée le 25 avril 2008 en raison de contre-performance d'audience. En effet, la veille, l'émission Un dîner presque parfait sur M6 a devancé pour la première fois le jeu de Benjamin Castaldi.

## Règles du jeu

### Principe général
Le but du jeu est de répondre à des questions de culture générale à choix multiple. Un candidat affronte un groupe de 100 personnes appelé le Mur afin de remporter une somme d'argent. Les questions sont de difficulté aléatoire.
À chaque question, le mur dispose de six secondes pour choisir une réponse parmi les trois qui lui sont proposées. Puis c'est au tour du candidat de répondre, sachant que celui-ci dispose de tout son temps. Pour répondre, il dispose de trois boutons devant lui représentant les trois réponses ; sa réponse est définitivement validée une fois qu'il a appuyé sur le bouton correspondant.
En cas de bonne réponse, le candidat remporte une certaine somme d'argent qui est multipliée par le nombre de personnes qui, dans le mur, ont donné une mauvaise réponse. Ces personnes sont définitivement éliminées et doivent attendre la venue d'un nouveau candidat. En cas de mauvaise réponse, le candidat repart les mains vides et la somme qu'il a accumulée avant cette question est partagée entre les personnes qui, dans le mur, n'ont commis aucune erreur. Si le candidat réussit à éliminer les 100 personnes qui constituent le mur et qu'il répond correctement à la question où il a éliminé les dernières personnes, il remporte 200 000 €.
Après chaque question, le candidat a le choix entre deux possibilités :
- Soit s'arrêter et repartir avec la somme déjà accumulée ;
- Soit affronter de nouveau le mur avec une nouvelle question.

Il peut aussi arrêter de jouer en cours de question, mais dans ce cas il ne repart qu'avec 25 % de ses gains, tandis que les personnes restantes dans le mur se partagent les 75 % restants.

### L'échelle des gains
Le candidat répond à des questions lui rapportant entre 100 € et 1 000 € par adversaire éliminé, selon l'échelle des gains suivante :
- Question 1 : 100 €
- Question 2 : 150 €
- Question 3 : 200 €
- Question 4 : 250 €
- Question 5 : 300 €
- Question 6 : 350 €
- Question 7 : 400 €
- Question 8 : 500 €
- Question 9 : 600 €
- Question 10 : 700 €
- Question 11 et suivantes : 1 000 €

Sur n'importe quelle question, les 200 000 € sont possibles si le mur tombe intégralement.

### Les jokers
Le candidat dispose en outre de trois jokers qu'il peut utiliser à n'importe quel moment du jeu. Cependant ils ne peuvent être utilisés que dans l'ordre. Par exemple, un candidat ne peut pas utiliser son joker no 2 avant le joker no 1.
- Joker no 1 (Je passe) : ce joker permet au candidat de ne pas répondre à la question et d'empocher tout de même les gains liés aux défaites du mur sur cette question.
- Joker no 2 (Seconde Chance) : ce joker permet, si le candidat donne une mauvaise réponse, de donner une deuxième proposition de réponse à la question.
- Joker no 3 (Qui pense comme moi ?) : ce joker permet au candidat de sonder le mur. Il peut être utilisé en complément du joker 2 si une mauvaise réponse a été donnée. Pour cela, il émet une proposition de réponse provisoire ; s'éclairent alors dans le mur les personnes qui ont donné cette proposition comme réponse. Cependant, ce joker est moins utile que les autres si le nombre de personnes dans le mur est faible ou si la question est difficile : il arrive que certains candidats partent sans utiliser ce joker.

## Le rôle du mur
Le mur fait onze mètres de haut et se compose de 100 personnes. Un tel dispositif est assez rare sur les plateaux de télévision (il peut toutefois rappeler celui de Que le meilleur gagne dans les années 1990). Onze caméras, dont deux sur des grues télescopiques, filment l'émission. Le mur peut essayer de déstabiliser le candidat (en le sifflant, par exemple). Celui-ci riposte la plupart du temps, afin d'entretenir le rythme de l'émission. Le présentateur, lui, prend le parti du candidat et le défend contre les invectives en provenance du mur, allant même jusqu'à se moquer (gentiment) de ceux qui le composent. Dans certaines émissions, des célébrités rejoignent les candidats anonymes qui représentent "le mur" pour que les gains accumulés par "le mur" soient reversés aux profits d'associations, ce qui est notamment le cas de la Miss France 2007 Rachel Legrain-Trapani, ainsi que la chanteuse et comédienne Ève Angeli dans la toute première émission.
Les personnes qui constituent le mur sont renouvelées à la fin de chaque semaine.

## Liste des gagnants à200 000€
- Saison 1 :
  - Anne (lundi 8 janvier 2007 - mardi 9 janvier 2007, soit du jour du lancement de l'émission au lendemain)
  - Catherine (jeudi 1er février 2007 - vendredi 2 février 2007)
  - Marie-Hélène (vendredi 9 mars 2007 - lundi 12 mars 2007)
  - Xavier (lundi 19 mars 2007)
  - Laetitia (lundi 26 mars 2007 - mardi 27 mars 2007)
  - Doan (mardi 10 avril 2007 - mercredi 11 avril 2007)
- Saison 2 :
  - Nadia (lundi 17 septembre 2007 - mardi 18 septembre 2007)
  - Anne (mercredi 19 septembre 2007 - jeudi 20 septembre 2007)
  - Alicia (jeudi 11 octobre 2007 - vendredi 12 octobre 2007, la première étudiante à remporter 200 000 euros)
- Saison 3 :
  - Jean-Louis (vendredi 4 avril 2008 - lundi 7 avril 2008)
  - Géraldine (lundi 14 avril 2008)

Certains de ces gagnants ont commencé la veille et terminé leur partie à l'émission suivante, d'où les deux dates ci-dessus. À noter que Xavier, Doan et Géraldine ont remporté les 200 000 euros en ayant encore leur dernier joker.
Plusieurs personnes sont aussi parvenues à éliminer intégralement le mur, mais ont mal répondu à l'ultime question, ce qui fait que personne dans l'émission (ni le mur, ni le candidat) ne gagne de l'argent (mathématiquement, il est impossible de diviser la cagnotte du candidat en cours par 0 candidat restant).
À partir du 14 avril 2008, cinq d'entre eux jouent dans le mur, formant le groupe des imbattables. Si le candidat parvient à tous les éliminer, 5 000 € sont ajoutés à ses gains s'il répond correctement à la question.

## Production
1 contre 100 est produite par une société d'Hervé Hubert, filiale du groupe Endemol France. Le jeu est enregistré dans le Studio 217 de La Plaine Saint-Denis.
- Producteur artistique : Bruno Tiret
- Directeur de production : Philippe Boulègue
- Rédacteur en chef : Arnaud Gibert
- Réalisateur : Gabriel Cotto
- Décor : Miguel Hernando
- Directeur photo : Denis Matthews
- Habillage : Prod Me Up
- Musique : Haris Berberian
- Équipe de casting : Sophie Ramadier, Grégoire Valentin, Jocelin Beslier, Jérémy Brion, Cécilie Conhoc

## Autres versions diffusées enFrance
Le jeu aurait dû s'intituler La 13e question et aurait dû être présenté et produit par Vincent Lagaf' ou Guillaume Zublena mais à la place la chaîne mettra Crésus à la suite des mauvais pilotes des animateurs qui n'étaient pas à leur place. Le grand prix était, dans ces pilotes, de 50 000 € à partager avec un téléspectateur.
Le jeu 1 contre 100, sous le nom 1 contre tous, a été diffusé pour la première fois sur France 3 dès le lundi 27 juin 2005. Bien que le principe soit le même, cette version comporte quelques différences par rapport à la version courante.
Le jeu, inspiré de la version belge (Septante et un) a été diffusé du lundi au vendredi à 13h25 sur France 3 pendant l'été 2005.
Présenté par Vincent Perrot, le mur ne comportait que 70 personnes. À la fin de chaque question, l'écran dans le mur indiquait le nombre d'adversaires restant, tandis que la réponse était indiquée dans un petit écran à côté du candidat.
Pour répondre à la question choisie parmi 3 thèmes, il y avait 3 propositions comme dans la version de 2007, et la possibilité d'utiliser un "blik".
Le nombre de questions était limité à 10, et les 10 questions étaient posées quoi qu'il arrive (le candidat ne pouvait pas repartir avec ses gains courants).
Dans cette version du jeu, les gains n'étaient pas multipliés comme aujourd'hui : le gain de la question était reporté par bonne réponse : 
- question 1  = 100 €
- question 2  = 100 €
- question 3  = 100 €
- question 4  = 200 € + un blik
- question 5  = 200 €
- question 6  = 200 €
- question 7  = 400 €
- question 8  = 400 €
- question 9  = 400 €
- question 10 = 500 €
- total    = 2 600 €

Lorsqu'une personne du public répond mal à la question, elle est éliminée, et lorsque la personne sur le plateau se trompe, elle ne gagne pas d'argent et est remplacée par l'ordinateur, qui choisit au hasard une personne déjà éliminée.
Si un ou des membres du public n'avaient pas été éliminés à la fin de la 10e question, ils remportaient la partie et partageaient la cagnotte amassée par le candidat (toutefois, le joueur devait quand même répondre aux 10 questions, même s'il ne restait aucun candidat, car un membre éliminé pouvait revenir dans le jeu). Dans ce cas-là, le joueur ne remportait pas la cagnotte (200 000 €) mais pouvait repartir avec 2 600 € en cas de sans faute (question 10 à 500 €).
Cette version n'a cependant pas rencontré le succès escompté par la chaîne, et à la rentrée France 3 remettra Télé la Question.
Le 8 janvier 2007, le jeu revient, comme La Roue de la fortune revenue 6 mois auparavant à 18h15, et sera interrompu provisoirement à l'été 2007 pour le retour d'Une famille en or, à la rentrée le jeu fête sa 100e (non inclus la version France 3).
Le 9 juillet 2012, TF1 relance le concept de l'émission sous un autre nom, Au pied du mur !, et avec un autre animateur, Jean-Luc Reichmann.

## Adaptations
1 contre 100 a été adapté plusieurs fois en jeux vidéo :
- 2008 : 1 contre 100, développé par Gimagin et édité par Mindscape en France et en Allemagne sur Nintendo DS.
- 2008 : 1 vs. 100, développé par ECI et édité par DSI Games aux États-Unis sur Nintendo DS.

- 2009 : 1 contre 100, développé et édité par Microsoft Games Studios sur Xbox 360.
- 2009 : 1 vs. 100 édité par Gameloft sur iOS.
- 2012 : 1 vs. 100 édité par iwin sur iOS.

Le jeu télévisé a également été adapté en jeu de société en 2007 par TF1 Games.

## Audiences
- Dès la première émission, le jeu réunit près de 3.9 millions de téléspectateurs pour 25.5 % de part d'audience[2]
- Le lundi 22 janvier 2007, 1 contre 100 a atteint son record d'audience avec 4.88 millions de téléspectateurs pour 29.4 % de part d'audience. TF1 devance ainsi le jeu Questions pour un champion sur France 3, et réalise sa meilleure audience depuis plusieurs saisons dans la case du 18 heures.
- Depuis l'arrivée de l'émission à succès de M6, Un dîner presque parfait, en février 2008, le jeu de TF1 se fait battre par le docu-réalité de la chaîne concurrente sur la cible des ménagères de moins de 50 ans.

- Le 22 octobre 2007, les candidats de 1 contre 100 ont permis au jeu, présenté par Benjamin Castaldi, de battre son record d’audience en nombre de téléspectateurs depuis le 14 mai dernier Ainsi, 3.97 millions de fidèles ont été au rendez-vous de TF1 entre 18h20 et 19 heures, ce qui représente 29.5% du public présent devant son poste de télévision

Dès le mercredi 24 octobre, le jeu cèdera sa place aux résumés quotidiens de Star Academy jusqu’à la fin février.
- Le vendredi 25 avril 2008, l'émission de M6 a devancé pour la première fois le jeu de TF1 qui ne comptait plus que 1.5 million de téléspectateurs (16.5% de part d'audience). La première chaîne a donc pris la décision de déprogrammer immédiatement 1 contre 100 et décide de rediffuser la série américaine Ghost Whisperer.
- De plus, tous les candidats des émissions non diffusées ont été remboursés, contrairement à certaines rumeurs[3].